# Lagoa do Caverá
A lagoa do Caverá é uma lagoa natural localizada no município brasileiro de Araranguá, no estado de Santa Catarina com área aproximada de 3,5 km2.
De água doce e largura de até 240 m, apresenta profundidade mínima de três e máxima de oito metros. Está localizada em direção ao município de Sombrio e às praias do Arroio do Silva e Gaivota. É apropriada para a prática de esportes náuticos.